# Jeepers Creepers 3
Jeepers Creepers 3 ist ein US-amerikanischer Horrorfilm aus dem Jahr 2017, dessen Handlung zwischen Jeepers Creepers (2001) und Jeepers Creepers 2 (2003) spielt. Das Drehbuch schrieb und Regie führte, wie in den ersten beiden Teilen auch, Victor Salva. Produziert wurde der Kinofilm wie schon zuvor von Francis Ford Coppolas Firma American Zoetrope für das US-amerikanische Filmunternehmen United Artists.
Als einmaliges Event war der Film am 26. September sowie am 4. Oktober 2017 in ausgewählten Kinos in den USA angelaufen. In Deutschland ist der Film am 23. März 2018 auf DVD bzw. Blu-Ray erschienen.

## Handlung
Der Film beginnt mit einem durch die Luft fliegenden Shuriken (Wurfstern), der auf einen Holzpfahl trifft, während ein Mann um sein Leben rennt. Als der Mann die Straße erreicht, stürzt der Creeper plötzlich aus dem Himmel herab und fliegt mit ihm davon, während ein anderer Mann dieses von seinem Truck aus beobachtet. Als er aussteigt, um Nachforschungen anzustellen, schaut er nach oben und sieht eine abgetrennte Hand vom Himmel fallen.
23 Jahre später, kurze Zeit nach den Geschehnissen des ersten Films, entdeckt die Polizei mitten in der Stadt den verlassenen und mit Leichen gefüllten Truck des Creepers. Der Truck ist mit mehreren Fallen ausgerüstet, wie etwa Bolzen, die aus dem hinteren Teil des Fahrzeugs hervorstechen, oder einem Speer, der aus dem Auspuffrohr schießt. Als Sheriff Dan Tashtego ankommt, erzählt ihm Sergeant Davis Tubbs, was passiert ist, und Tashtego informiert ihn, dass der Creeper schon seit tausenden Jahren sein Unwesen treibt und gestoppt werden muss. Anschließend beeilen sie sich, den Truck des Creepers zurückzuholen, nachdem sie erfahren haben, dass dieser unterwegs ist zum Abstellplatz.
Als Frank und Deputy Lang das Fahrzeug transportieren, landet der Creeper auf dem Abschleppwagen und durchtrennt die Halteseile. Dann schauen sie zu, wie der Truck scheinbar wie von selbst davon fährt, während der Creeper auf diesem steht. Als der Truck umdreht, landet der Creeper auf Frank und entführt ihn, während Lang starr vor Angst ihre Waffe auf ihn richtet. Am nächsten Tag hat Gaylen Brandon eine Vision ihres Sohnes Kenny, der vor 23 Jahren vom Creeper getötet wurde. Er warnt sie, dass der Creeper bald zurückkommen werde, um etwas auf dem Grundstück Vergrabenes freizulegen und jeden zu töten, der dann anwesend ist, auch sie und ihre Enkelin Addison.
Währenddessen wird Sergeant Tubbs durch Tashtego informiert, dass er ein kleines Team zusammengestellt hat, um den Creeper zu jagen und ihn ein für alle Mal zu töten. Wenig später entdeckt eine Gruppe Jugendlicher den Truck des Creepers auf einem Feld. Nachdem sie die Leichen gefunden haben, hauen sie auf ihren Motorrädern ab, allerdings wird einem von ihnen, Kirk, mit dem Speer ins Bein geschossen. Als zwei der Jungs vergeblich versuchen ihn zu befreien, erscheint der Creeper und tötet sie beide mit einem weiteren Speer. Der verbliebene Junge (Kirk) wird vom Creeper entführt, weil er an seinen Truck gepinkelt hat.
Derweil fährt Addison in die Stadt, um Heu für ihr Pferd zu kaufen. Als sie nicht bezahlen kann, hilft ihr Freund Buddy ihr aus, und anschließend fahren beide zu einer Plantage, um mehr Heu zu liefern. Dort finden sie den Besitzer und ein paar Männer, die sich unter Autos verstecken, doch noch bevor sie Hilfe holen können, entführt der Creeper Addison und lässt Buddy traumatisiert zurück.
Gaylen findet in ihrem Vorgarten vergraben einen Sack mit der abgetrennten Hand des Creepers, und als sie diese berührt, verfällt sie in einen hypnotischen Zustand. Als Tashtego und Tubbs mit dem Team ankommen, offenbart sie ihnen, dass die Hand Geheimnisse über die Herkunft des Creepers enthält. Tashtego entscheidet sich, die Hand zu packen, um einen möglichen Weg zu finden, den Creeper zu töten. Addison erwacht mit Kirk im Truck des Creepers, und zusammen versuchen sie, einen Weg aus diesem herauszufinden. Als Kirk nach dem Türgriff greift, schießt ein Speer aus dem Fahrersitz und spießt seinen Kopf auf.
Unterdessen haben Tashtego und Tubbs den Aufenthaltsort des Creepers aufgespürt und machen sich zusammen mit Michael (der eine Minigun auf dem Dach seines Pick-ups montiert hat) auf die Suche nach ihm. Sie finden den Creeper mit seinem Truck auf dem Highway, doch als sie auf ihn schießen, prallt die Kugel von seinem Fahrzeug ab und tötet Michael. Ein kleiner Sprengkörper löst sich dann vom Boden des Trucks und explodiert unter dem Fahrzeug von Tashtego und Tubbs, das daraufhin in einem Feld landet. Tubbs steigt aus und schießt auf den Creeper, aber alle Versuche scheitern. Bevor Tubbs durch den Creeper getötet wird, ruft Tashtego nach ihm, und der Creeper stürzt sich stattdessen auf ihn. Während der Creeper in die Luft springt, schießt Tashtego mehrfach mit dem Maschinengewehr auf ihn, aber die Kugeln haben keinen Effekt. Er wird zu Boden geworfen und durch eine Axt in den Kopf getötet. Nachdem der Creeper aufgestanden ist, entfernt er mittels Telekinese seine Axt aus Tashtegos Kopf und geht davon, während Tubbs ihn aus der Entfernung beobachtet.
In dieser Nacht entdeckt der Creeper, dass Addison noch immer lebt. Bevor er sie töten kann, löst sie den Speer aus, der aus dem Fahrersitz schießt und seinen Kopf aufspießt. Sie versucht schnell zu entkommen und läuft durch ein Feld. Unfähig zu laufen oder fliegen, wirft der Creeper seinen Speer nach ihr und verfehlt sie nur knapp. Er wird von einem Truck angefahren, und Addison läuft weg. Als der Fahrer aussteigt, um zu sehen, was passiert ist, wird er vom Creeper getötet. Addison läuft und versteckt sich in einem Feld, wo sie von Gaylen und Buddy gefunden wird, und die drei fahren gemeinsam zurück. Dann kehrt der Creeper zu Gaylens Haus zurück, wo er ein Schild mit der Aufschrift „We know what you are“ (dt. „Wir wissen, was du bist“) zusammen mit seiner Hand findet, und er brüllt vor Ärger.
Am nächsten Tag verabschiedet sich Addison von Buddy, als dieser für ein High-School-Basketballspiel in denselben Bus steigt, der vom Creeper im zweiten Film angegriffen wird. 23 Jahre später sieht man Trish Jenner einen Brief auf ihrem Computer schreiben. Sie ruft die Leute zum Kampf gegen den Creeper auf, wenn dieser wiederkommt, und sie schwört Rache für den Tod ihres Bruders Darry.

## Produktion
Die Weltpremiere sollte eigentlich am 13. September 2017 im Chinese Theatre in Los Angeles stattfinden, die Premiere wurde nach Protesten gegen Regisseur Victor Salva auf den 26. September 2017 verschoben. Salva hatte bei seinem Regiedebüt im Film Clownhouse aus dem Jahr 1989 seinen Kinderdarsteller sexuell missbraucht und dies auf Video aufgezeichnet, daraufhin wurde er zu einer fünfjährigen Freiheitsstrafe verurteilt. Salva wurde wegen guter Führung nach 15 Monaten vorzeitig aus der Haft entlassen.
Eigentlich sollte der Film schon längst fertig sein, doch gelang es Victor Salva nicht, ein Filmstudio zu finden, das den Film produzieren wollte, weshalb sich die Produktion hinauszögerte. Salva besteht jedoch darauf, dass man Jeepers Creepers nicht auf zwei Filmen beruhen lassen sollte. Jeepers Creepers 3 wird der erste Film der Reihe sein, der 3D-Technik benutzt.
Victor Salva betonte, dass dieser Film Charaktere aus den ersten beiden Filmen zusammenbringen soll. Daher werde man viele alte Gesichter aus den beiden bisherigen Teilen wieder sehen.
Der Film spielte in den USA am 26. September sowie 4. Oktober 2017 rund 2,1 Millionen US-Dollar ein.